# Юнде
Юнде (нім. Jühnde) — громада в Німеччині, розташована в землі Нижня Саксонія. Входить до складу району Геттінген. Складова частина об'єднання громад Дрансфельд.
Площа — 24,49 км2. Населення становить 973 ос. (станом на 31 грудня 2021).

## Галерея

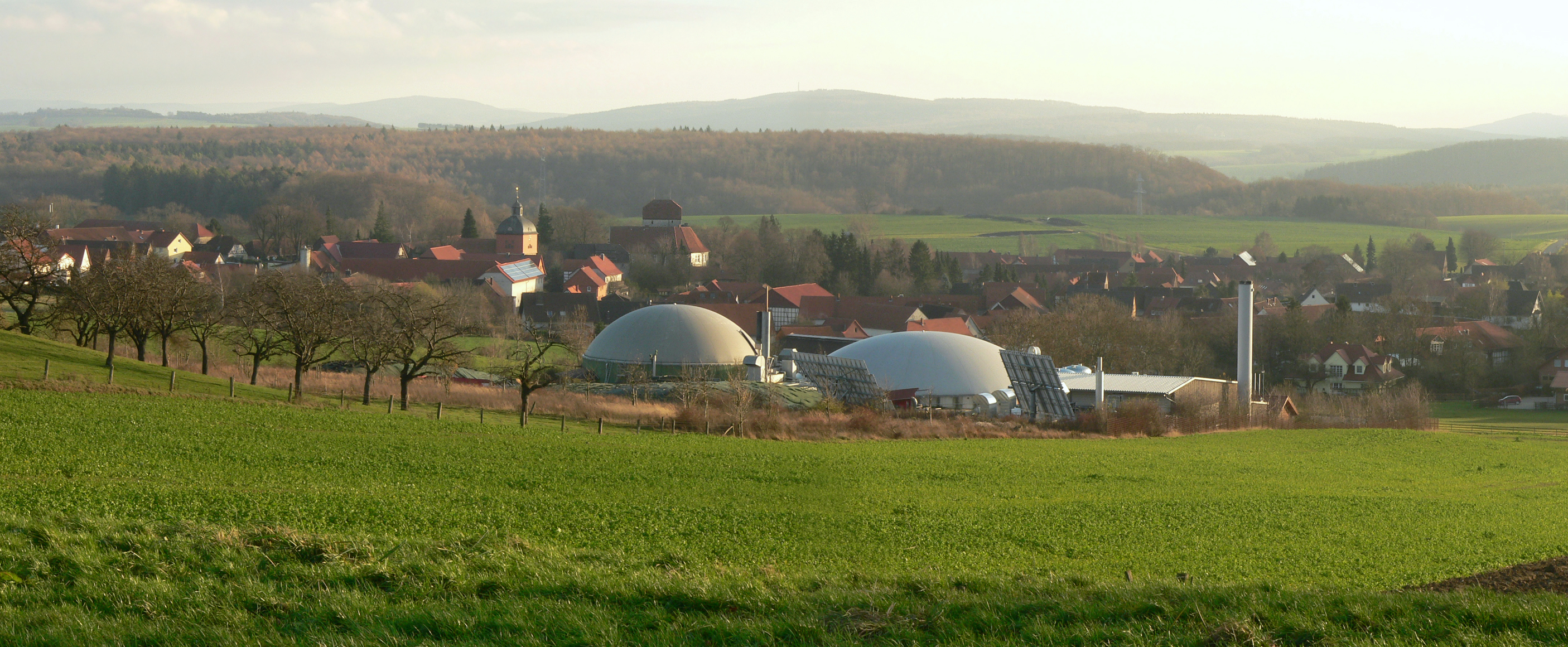
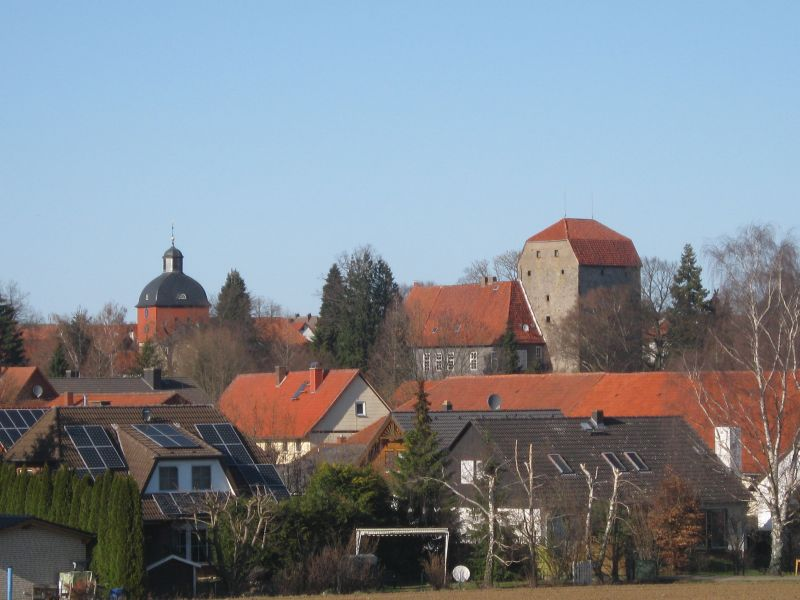
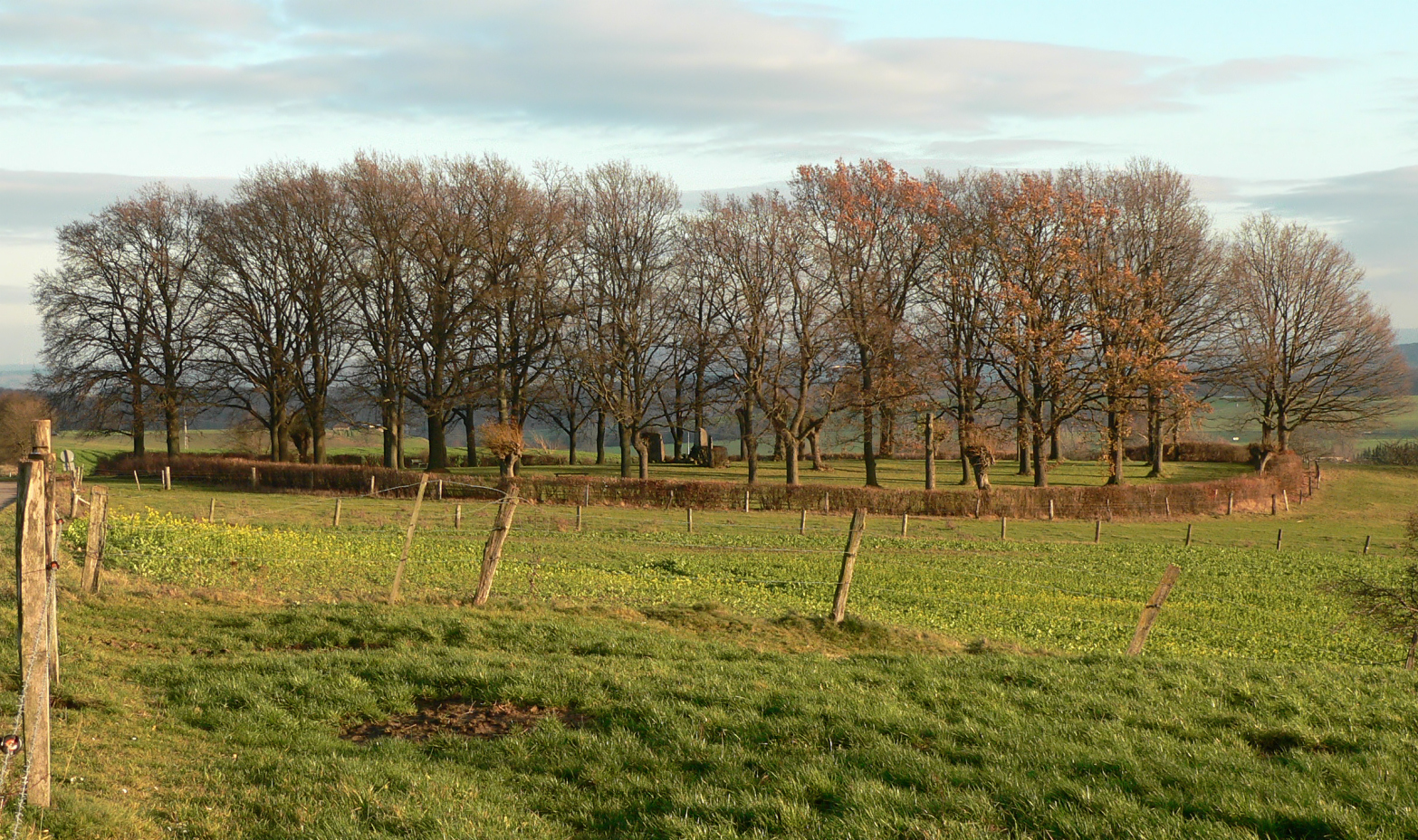